# Saint-Aubin-sur-Scie
Saint-Aubin-sur-Scie – miejscowość i gmina we Francji, w regionie Normandia, w departamencie Sekwana Nadmorska.
Według danych na rok 1990 gminę zamieszkiwało 1111 osób, a gęstość zaludnienia wynosiła 144 osoby/km² (wśród 1421 gmin Górnej Normandii Saint-Aubin-sur-Scie plasuje się na 203. miejscu pod względem liczby ludności, natomiast pod względem powierzchni na miejscu 486.).